# Estação Bureviestnik
Bureviestnik (em russo:  Буревестник) é uma estação terminal da linha Sormovskaia (Linha 2) do Metro de Níjni Novgorod, na Rússia. Estação «Bureviestnik» está localizada após a estação «Burnakovskaia».